# Варненска търговска гимназия „Георги Стойков Раковски“
Варненска търговска гимназия „Георги С. Раковски“ е варненско училище, чиято основна цел е подготвянето на добре специализирани кадри за малкия и средния бизнес в града и страната, както и активен участник в разнообразни международни и европейски проекти с цел оптимална подготовка на възпитаниците на училището и за да бъдат те конкурентно-способни на международно ниво.

## История
- На 6.IX.1904 г. училището официално отваря врати под наименованието „Търговско практическо училище – гр. Варна“ при Варненската търговско индустриална камара. Помещава се в частно здание. Първият директор на училището е Цани Калянджиев (до 15.IX.1924 година). Училището започна своето функциониране с 65 ученика, разделени на две паралелки с тригодишен курс на обучение.
- През 1906 г. е приет Закон за търговското образование, регламентиращ два типа търговски училища – нисши и средни. Курсът на обучение става четиригодишен, с по-голям достъп до общообразователни предмети.
- През 1912 г. Варненската търговско-индустриална камара започва строителството на училищното здание. През 1914 година вече се водят първите учебни занятия в него.
- От 1923 година курсът на обучение става 5-годишен.
- На 16 юни 1937 г. по случай раждането на престолонаследника княз Симеон Търновски, Учителският съвет в специално заседание решава да помоли за благоволение Н. В. Царя училището да носи името на Н. Ц. В. Престолонаследник княз Симеон Търновски. На 28.VII.1937 г. с писмо № 2808 Канцеларията на Н. В. Царя уведомява, че Н. Величество Царя с удоволствие дава съгласието си училището да се нарече на името на Н. Ц. В. княз Симеон Търновски.
- От 1 септември 1943 г. училището става държавно и се нарича Държавна търговска гимназия „Цар Симеон II“.
- От 1950 г. училището носи наименованието „Стопански техникум“.
- От 1952 г. училището става Техникум по икономика с патрон „Георги Стойков Раковски“ (до май 2003 г.).
- До 1989 г. Техникумът по икономика подготвя средни икономически кадри, като обучението е на принципите за планомерно и пропорционално развитие на стопанството.
- От учебната 1989/1990 година Техникумът по икономика прави реални опити за ориентиране на обучението към изискванията на пазарна икономика. За директор е назначен Димитър Костадинов. Работи се по учебна документация „Икономика и пазарна политика“, с тенденции за утвърждаване от МОН. Разраства се разнообразието от специалности.
- На 13 юни 1990 г. е утвърдена специалността „Стопански мениджмънт“ – една паралелка с усилено изучаване на английски език, с прием от цялата страна. Това е първата паралелка с утвърден прием след седми клас в икономическите училища в страната.
- През 1992 г. е извършен прием на ученици в 7 паралелки: 1 след VII клас; 6 след VIII клас. За първи път квотата за прием е 13 момичета и 13 момчета в паралелка от 26 ученика.
- От 1996 г. Техникумът по икономика е утвърден за партньор и едно от петте пилотни училища по българо-австрийски образователен проект, заедно с икономическите училища в София, Монтана, Бургас и Стара Загора.
- През 1997 г. Техникумът по икономика кандидатства по проекта ФАР за икономическите училища, като изработва документация съвместно с колектива от Търговската гимназия в гр. Стара Загора. През 1998 година по програма ФАР е оказана съществена материална помощ на училището на стойност 33 000 екю. Оборудвана е зала за Учебно – тренировъчните фирми и 2 зали по информатика. Специалностите след 7 клас по двата проекта са със засилено изучаване на два западни езика – английски и немски.
- През месец януари 2001 г. е получено предложение за участие в нов проект – Създаване на регионална мрежа за икономическо образование на училищно ниво „Партньорство между албански, български, македонски и румънски икономически училища“ – EKONET.
- През март 2001 г. Техникумът по икономика е организатор и домакин на IV Национален панаир на учебно-тренировъчните фирми. За първи път участват освен учебните фирми от петте пилотни училища, също и други училища от Варна и областта. Панаирът е посетен е от зам.-министъра на образованието и на науката, представители от министерството в София, от държавни и политически личност от Варна, както и масово от варненската общественост.
- През 2001 г. по инициатива на директора Димитър Костадинов е създаден мажоретен състав на училището с ръководител Снежана Аначкова. Мажоретният състав участва в тържествата на училището и има изяви и като танцов състав.
- През декември 2002 година след тринадесетгодишна работа като директор на училището се пенсионира Димитър Костадинов. На 13 декември 2002 година в длъжност директор встъпва Марияна Михайлова.
- През май 2003 г. Техникум по икономика „Г. С. Раковски“ е преименуван на Варненска търговска гимназия „Г. С. Раковски“.
- През август 2003 г. екип от училището (8 ученици и техните ръководители Цветелина Иванова, Нели Вичева и Екатерина Мешкова) печели трето място в конкурса на концерна „Siemens” – „Join multimedia 2003“, измежду 2100 ученически отбора, представители от 1100 европейски училища. Варненците печелят призовото място с компютърна програма, посветена на борбата с наркотиците (www.drugs.314c.com).
- През юли 2012 г. 20 ученици от ВТГ „Георги Стойков Раковски“ участват в международна практика на о. Тенерифе, Испания, по проекта „Запознаване с европейските маркетингови стандарти и фирмена култура чрез транснационална практика“, акроним Eurobusiness, договор 2011-1-BG1-LEO01-04747. Практиката е финансирана по линия на програма „Учене през целия живот“, секторна програма „Леонардо да Винчи“, дейност „Мобилност“. Домакин на практиката е Международният образователен колеж TEMIS, а от българска страна учениците придружават двама преподаватели: Жасмина Кирова – специалист по икономическите дисциплини, и Таня Костадинова – преподавател по испански език и преводач.
- През учебната 2014/2015 г. Марияна Михайлова се пенсионира и за директор на гимназията временно е назначена Калинка Попстефанова (бивш зам. кмет по образование и младежки дейности на Община Варна).[1]
- От следващата учебна 2015/2016 г. за директор е назначена Жечка Георгиева (дългогодишен преподавател по икономически дисциплини в гимназията).